# Vol. 4 :: Slaves of Fear
Vol. 4 :: Slaves of Fear è il quarto album in studio del gruppo musicale di Los Angeles Health, pubblicato l'8 febbraio 2019 dalla Loma Vista.
Primo album dopo l'uscita dal gruppo del polistrumentista Jupiter Keyes, nasce dalla volontà della band di presentare un sound molto più heavy e dark rispetto agli echi pop del precedente Death Magic. Si tratta di un concept album sul tema della morte, della paura verso essa e della paura verso i cupi scenari politici attuali. Il concept e i testi, scritti dal chitarrista e cantante Jake Duzsik, sono stati frutto di lodi e critiche, da alcuni trovati estremamente efficienti nel descrivere le sensazioni delle nuove generazioni, da altri trovati eccessivamente pesanti e crepuscolari. Il nuovo sound dell'album, che mescola le ultime tendenze musicali con l'industrial metal ispirato a mostri sacri come i Nine Inch Nails, invece, ha ricevuti ottimi responsi.

## Tracce
Testi e musiche di Health.
1. Psychonaut – 2:24
2. Feel Nothing – 2:59
3. God Botherer – 2:23
4. Black Static – 3:06
5. Loss Deluxe – 3:19
6. NC-17 – 3:08
7. The Message – 2:32
8. Rat Wars – 2:32
9. Strange Days (1999) – 3:25
10. Wrong Bbag – 2:47
11. Slaves of Fear – 4:53
12. Decimation – 4:53

## Formazione
Gruppo
- Jake Duzsik – chitarra, voce
- John Famiglietti – basso, sintetizzatore
- BJ Miller – batteria